# Abenteuer Team
Das Abenteuer Team war eine deutschsprachige Comic-Taschenbuch-Reihe des Egmont Ehapa Verlags, die zwischen 1996 und 1998 veröffentlicht wurde. Auf 96 von 100 Seiten wurden meist drei Donald-Duck- und Micky-Maus-Geschichten aus Italien oder Dänemark abgedruckt. Vom Konzept her entspricht es den anderen 100-seitigen Publikationen wie Donald Duck, Onkel Dagobert, Ein Fall für Micky, Panzerknacker & Co. und Unternehmen Fähnlein Fieselschweif.

## Geschichte
Die Publikation wurde als Nachfolgeprodukt der „Ein Fall für Micky“-Reihe auf den deutschsprachigen Markt gebracht.
Bis Dezember 1998 erschienen in der ersten Auflage 39 Ausgaben des Abenteuer Teams und der Preis für jede Auflage betrug DM 4,20.

## Liste der Ausgaben
| Ausgabe | Originaltitel  | Erstausgabe        |
| ------- | -------------- | ------------------ |
| AT 1    | Abenteuer Team | 4. Januar 1996     |
| AT 2    | Abenteuer Team | 1. Februar 1996    |
| AT 3    | Abenteuer Team | 29. Februar 1996   |
| AT 4    | Abenteuer Team | 28. März 1996      |
| AT 5    | Abenteuer Team | 25. April 1996     |
| AT 6    | Abenteuer Team | 23. Mai 1996       |
| AT 7    | Abenteuer Team | 20. Juni 1996      |
| AT 8    | Abenteuer Team | 18. Juli 1996      |
| AT 9    | Abenteuer Team | 4. August 1996     |
| AT 10   | Abenteuer Team | 12. September 1996 |
| AT 11   | Abenteuer Team | 10. Oktober 1996   |
| AT 12   | Abenteuer Team | 7. November 1996   |
| AT 13   | Abenteuer Team | 5. Dezember 1996   |
| AT 14   | Abenteuer Team | 2. Januar 1997     |
| AT 15   | Abenteuer Team | 30. Januar 1997    |
| AT 16   | Abenteuer Team | 27. Februar 1997   |
| AT 17   | Abenteuer Team | 27. März 1997      |
| AT 18   | Abenteuer Team | 24. April 1997     |
| AT 19   | Abenteuer Team | 22. Mai 1997       |
| AT 20   | Abenteuer Team | 19. Juni 1997      |
| AT 21   | Abenteuer Team | 17. Juli 1997      |
| AT 22   | Abenteuer Team | 14. August 1997    |
| AT 23   | Abenteuer Team | 18. September 1997 |
| AT 24   | Abenteuer Team | 16. Oktober 1997   |
| AT 25   | Abenteuer Team | 13. September 1997 |
| AT 26   | Abenteuer Team | 11. Dezember 1997  |
| AT 27   | Abenteuer Team | 8. Januar 1998     |
| AT 28   | Abenteuer Team | 5. Februar 1998    |
| AT 29   | Abenteuer Team | 5. März 1998       |
| AT 30   | Abenteuer Team | 2. April 1998      |
| AT 31   | Abenteuer Team | 30. April 1998     |
| AT 32   | Abenteuer Team | 28. Mai 1998       |
| AT 33   | Abenteuer Team | 25. Juni 1998      |
| AT 34   | Abenteuer Team | 23. Juli 1998      |
| AT 35   | Abenteuer Team | 20. August 1998    |
| AT 36   | Abenteuer Team | 17. September 1998 |
| AT 37   | Abenteuer Team | 15. Oktober 1998   |
| AT 38   | Abenteuer Team | 12. November 1998  |
| AT 39   | Abenteuer Team | 10. Dezember 1998  |